# The Acid House
The Acid House (Verweistitel Acid House) ist ein aus drei lose verknüpften Episoden bestehender britischer Film von Paul McGuigan aus dem Jahr 1998. Er basiert auf drei Kurzgeschichten aus Irvine Welshs Buch The Acid House. In der ersten Geschichte The Granton Star Cause sind die Hauptrollen mit Stephen McCole, Maurice Roëves (der das verbindende Glied in allen drei Geschichten spielt) und Garry Sweeney besetzt, in der zweiten Geschichte A Soft Touch mit Michelle Gomez und Kevin McKidd und in der abschließenden Geschichte The Acid House mit Ewen Bremner, Martin Clunes und Jemma Redgrave.
Welsh, der auch die Vorlage für das schottische Filmdrama Trainspotting mit seinem gleichnamigen Roman lieferte, schrieb auch das Drehbuch zum Film und hatte eine kleinere Rolle inne. Im Film verwischen sich, wie schon in Trainspotting, die Grenzen zwischen Realität und Surrealismus. Die Geschichten handeln vom trostlosen Dasein in einer heruntergekommenen Siedlung in Edinburgh, in der Menschen der Erbärmlichkeit ihres Lebens mit übersteigertem Drogenkonsum entgehen wollen.

## Handlung
The Granton Star Cause
Das Leben des jungen Briten Boab Coyle fällt innerhalb kürzester Zeit in sich zusammen. Erst demütigt man ihn am Telefon, dann wird der fußballbesessene Phlegmatikus vom Trainer aus der Amateur-Fußballmannschaft geworfen. Danach setzt ihn sein Vater vor die Tür und seine Freundin Evelyn, bei der er kurzfristig eingezogen ist, macht Schluss mit ihm. Coyle lässt seinen Frust an einer Telefonzelle aus, wird von der Polizei festgenommen und zusammengeschlagen und landet dann für eine Nacht im Gefängnis. Am nächsten Tag verliert er seinen Arbeitsplatz.
Coyle sucht eine Kneipe auf und betrinkt sich. Dort trifft er auf eine männliche Person, die behauptet Gott zu sein und sich auch so nennt. Er wirft Coyle vor, sein Leben zu vergeuden, beschimpft ihn und fällt dann das Urteil, dass er nun in eine Stubenfliege verwandelt werde, um in dieser Form Rache an den Personen nehmen zu können, die sein Leben auf den Kopf gestellt haben. Laut brummend fliegt Coyle so an die Orte, an denen man ihm aus seiner Sicht übel mitgespielt hat und wird manchmal sogar erkannt. Seine Rachegedanken treiben ihn dazu, unauffällig Gift bei den entsprechenden Personen zu verteilen. Coyle bekommt zwar seine Rache, muss aber ausgerechnet durch die Hand seiner Mutter sterben. Das ist das erwartete Ende eines faulen, apathischen Kerls, der nicht einmal eine gute Stubenfliege war.
A Soft Touch
Johnny ist ein junger leichtgläubiger Mann, der Catriona heiratet, eine Frau mit wechselndem Männerverkehr, die schwanger ist. Dass sie mit den meisten bei ihrer Hochzeit anwesenden männlichen Gästen geschlafen hat, weiß er nicht oder will er nicht wissen. So sind die männlichen Gäste auch dankbar, dass Johnny sich als der Vater von Catrionas Kind sieht. Catriona hört auch nach der Hochzeit nicht damit auf, ihren Mann zu betrügen und auszunutzen und ihre Nächte lieber in der Stadt als zu Hause bei ihrem Mann und dem inzwischen geborenen Kind zu verbringen. Als ein neuer Nachbar, der psychotische, arbeitslose Larry, ins Haus einzieht, wird er schnell zum Liebhaber der unersättlichen jungen Frau. Während Johnny sich um seine Tochter Chantal kümmert, vergnügen Catriona und Larry sich im Obergeschoss laut schreiend und ohne jede Rücksichtnahme. Zusammen machen sie Johnny das Leben zur Hölle.
The Acid House
Der Fußball-Hooligan Coco Brice befindet sich in einer regnerischen Nacht gerade auf einem LSD-Trip als er von einem Blitz getroffen wird. Auf mysteriöse Weise wechselt er sein Bewusstsein mit dem eines Babys, das gerade in einem vorbeifahrenden Krankenwagen geboren wird. Das Baby des Mittelklassepaares Rory und Jenny hingegen schlüpft in Körper und Geist von Coco. Das kommt Cocos infantiler Freundin sehr entgegen, die ihn immer schon erziehen und zu ihren Gunsten beeinflussen wollte. Coco befindet sich inzwischen bei seinen Yuppie-Eltern, die schockiert sind, als sie herausfinden, dass ihr wertvolles Baby in einem verstörenden Straßenslang spricht. So beobachtet Coco in seiner Rolle als Baby, das gestillt werden möchte, wie seine Eltern im Schlafzimmer verschwinden. Als die Mutter sich später auszieht, betrachtet das „Baby“ sie in freudianischer Manier. Wenn es sanft gestillt wird, verfehlt das nicht seine Wirkung auf das lüsterne Dämonenkind in Jennys neugeborenen Baby. Da Coco als Baby bereits mit seiner Mutter sprechen kann, kann er sie überreden, ihn in den früher von ihm besuchten Pub zu bringen, um dort vielleicht sein wahres Ich zu finden.

## Produktion

### Produktionsnotizen
Produziert wurde der Film von Picture Palace North in Zusammenarbeit mit Umbrella Productions und Channel 4. Gedreht wurde in Glasgow sowie in Strathclyde, einer Region im Westen Schottlands, rund um den Firth of Clyde, des Weiteren in Edinburgh, in Pilton in Schottland und in Leith, einem Stadtteil der schottischen Hauptstadt Edinburgh.
Die Schauspieler Ewen Bremner und Kevin McKidd spielten auch in Trainspotting Hauptrollen. Welsh, der das Drehbuch zu The Acid House selbst verfasste, versicherte, dass die von ihm in seinen Kurzgeschichten enthaltenen Handlungsstränge strikt eingehalten worden seien und er dabei unterstützt worden sei, den teilweise unverständlichen schottischen Slang (der diesmal mit Untertiteln unterlegt ist) beizubehalten. Die von Maurice Roëves gespielten Rollen als Gott, betrunkener Nachbar und Priester waren Sean Connery angeboten, von ihm aber abgelehnt worden. Ursprünglich sollten die drei Geschichten von drei verschiedenen Regisseuren gedreht werden. Als Welsh und die Produzenten Paul McGuigans erste abgedrehte Geschichte The Granton Star Cause gesehen hatten, übergaben sie ihm aber das gesamte Projekt.

### Filmmusik
- Insect Royalty von und mit Primal Scream
- Break von Andy und Paul McLinden und Peter Lions, Vortrag: The Gyres
- Nothing to be Done von Stephen Pastel, Aggi Wright, Brian Taylor, Martin Hayward und Bernice Simpson
Vortrag: The Pastels
- Sweetest Embrace von Barry Adamson & Nick Cave
- Thisiscarbootechnoodiscotechnobooto von March und Stokes, Vortrag: Bentley Rhythm Ace
- By The Time I Get To Phoenix von Jimmy Webb, Vortrag: Nick Cave and the Bad Seeds
- You’ll Never Know by Soul Renegades with Texas
- Precious Maybe von und mit Beth Orton
- Hot Love von Marc Bolan, Vortrag: Marc Bolan und T. Rex
- Slow Graffiti von und mit Belle and Sebastian
- I Still Miss You von und mit Arab Strap
- Going Nowhere von Noel Gallagher, Vortrag: Oasis
- Leave Home von Ed Simons und Sedgwick, Vortrag: The Chemical Brothers
- Bobby Dazzler von Mudford, Gardiner und Hulme, Vortrag: The Sons of Silence
- Claiming Marilyn von Richard Fearless und Steve Hellier, Vortrag: Death in Vegas
- Toujours L’Amore von und mit Dimitri from Paris
- On Your Own von Simon Janes, Peter Salisbury, Nick McCabe und Richard Ashcroft
Vortrag: The Verve

### Veröffentlichung
Kinopremiere hatte der Film am 3. Juni 1999. Zudem wurde er zuvor und auch danach auf diversen Festivals vorgestellt:
- 2. Juli 1998 Filmquart Film Festival in Norwegen
- 16. September 1998 Toronto International Film Festival in Kanada
- 25. September 1998 Cinefest Sudbury International Film Festival in Kanada
- 14. November 1998 Festival Internacional de Cine de Mar del Plata in Argentinien
- 1. März 1999 Fantasporto Film Festival in Portugal
- 10. März 1999 New York Underground Film Festival in den Vereinigten Staaten
- 4. Juli 1999 Internationales Filmfestival Karlovy Vary im böhmischen Karlsbad
- 21. September 1999 in Hongkong während der Britischen Filmwochen
- 11. April 2001 Festival Internacional de Cine del Uruguay

Veröffentlicht wurde er auch in Australien (1998), im Vereinigten Königreich, in den Niederlanden, Neuseeland, Estland, Südkorea, in der Türkei, in der Schweiz (deutsche Region), in Polen, in der Tschechischen Republik sowie in Italien (1999). In Spanien, Japan (Tokio), Norwegen, Frankreich, Argentinien und Island im Jahr 2000, in Mexiko 2001 und in Peru 2002. In Deutschland wurde der Film am 3. Juni 1999 veröffentlicht.
Gezeigt wurde er außerdem in Bulgarien, Russland und in Serbien. Der Film trug den Arbeitstitel The Granton Star Cause. Am 12. November 2007 wurde der Film von Senator Home Entertainment (Vertrieb Universum Film) mit einer deutschen Tonspur auf DVD veröffentlicht.

## Rezeption

### Kritik
Das Lexikon des internationalen Films urteilte, dass es sich um drei „inhaltlich, stilistisch und qualitativ sehr unterschiedliche“ Episoden handle. „Insgesamt“ sei der Film „authentischer und vorlagengetreuer angelegt“ als die Verfilmung von Trainspotting. Vor allem überzeuge die zweite Episode des Films.
Stephen Holden schrieb in der New York Times Die Arbeitsphilosophie der schottischen Slumbewohner, die Paul McGuigans in seinem Film thematisiert könnte auf den Slogan reduziert werden: „Es ist nett, grausam zu sein.“ Die frühe Einsicht in die menschliche Grausamkeit, wenn man am unteren Rand der sozialen Leiter lebe, sei der einzige Weg, um Gemeinheit  und Erniedrigung zu überleben, das zeige der Regisseur in diesen drei Kurzgeschichten. Mit einem Drehbuch von Welsh sei der neue Film (nach Trainspotting) noch schwieriger als sein Vorläufer, gleichzeitig aber zu schockierend und abstoßend, um witzig zu sein. Holden meinte, dem Film fehle die soziologische Tiefe seines Vorgängers. Sex ist gewalttätig und sadomasochistisch, die Geburt eines Kindes die Hölle und jede Zärtlichkeit eine lächerliche, selbsttäuschende Sentimentalität, will der Film suggerieren.
Edward Guthmanns Kritik im Chronicle Staff bescheinigte dem Film roh, unhöflich und so heftig wie ein Schuss Methamphetamin zu sein. Er sei eine Explosion manischer Energie in Form eines Films und das sensationelle Debüt von Regisseur Paul McGuigan, eines Fotografen und Dokumentarfilmers. Wie Trainspotting porträtiere The Acid House die schottische Unterklasse mit bösem, surrealem Humor. Die Charaktere seien nicht nur rau, ätzend und gefühllos, der Filme scheine sogar zu funktionieren, obwohl er alle impliziten Regeln des filmischen guten Geschmacks brüskiere. Weiter führte Gutmann aus, wenn jemand mit geringerem Talent als McGuigan einen solchen Filmklon inszeniere, sei das normalerweise eine Pleite. McGuigan aber sei ein so explosives Talent, das mit soviel Mut und Fantasie gesegnet sei, dass The Acid House eher noch durch seine Frechheit erhöht werde als dadurch billiger zu werden.
David D. O’Learys Bewertung für filmvault fiel allerdings anders aus, er meinte, leider könne diese Trilogie aus zottigen Geschichten nicht mit den drogendurchzogenen Lebensgeschichten aus Trainspotting, Danny Boyles Meisterleistung, mithalten. Zur ersten Geschichte The Granton Star Cause äußerte O’Leary, dass unglücklicherweise Welshs grottiger Humor diese schwarze Kafka-Komödie der Liebe, des Fußballs  und der Religion beherrsche, und dass nur diejenigen, die einen guten kranken Witz schätzen würden, darüber lachen könnten. Zur zweiten Geschichte A Soft Touch meinte O’Leary, sie sei bodenständiger, aber immer noch unbefriedigend. Hier mache sich McGuigans mangelnde Erfahrung als dramatischer Regisseur bemerkbar, der die Geschichte nicht zu dramatischen Höhepunkten treiben könne. In der als Herzstück des Films ausgewählten Titelgeschichte des Buches The Acid House werde das begrenzte Budget des Films, das durchweg spürbar sei, jedoch besonders klar, da sich die stark auf Spezialeffekte angelegte Story als sehr billig gemacht herausstelle. Insgesamt sei festzustellen, dass dieser Film einfach billiger und weniger geschickt gemacht sei als Trainspotting und McGuigan einfach nicht das filmische Talent seines Vorgängers Danny Boyle habe. Trotz vieler stilistischer Elemente (und ein paar derselben Darsteller) sei The Acid House nicht mehr als eine schwache Version von Boyles Kultklassiker.
Auf der Seite Anamorphic.in hieß es, der Film habe einige brillante Momente. Zur ersten Geschichte The Granton Star Cause wurde ausgeführt, noch bevor der Film in Schwung komme und man Boabs Schmerz spüren und darüber lachen könne, sei schon alles wieder vorbei. A Soft Touch sei die beste der drei Geschichten. Walisisch auf der Kinoleinwand, wunderbar! Insgesamt gesehen hätten die Schauspieler nicht überzeugen können, insbesondere die Darstellerin, die Cocos Freundin verkörpert habe, sei nicht überzeugend gewesen, mal ganz zu schweigen von dem gruselig aussehenden mechanischen Baby. Alles in allem, sei der Film zufriedenstellend, wenn auch nicht das Beste auf Walisisch und sicher nicht in der Nähe von Trainspotting. Wenn man Wales möge, lohne sich der Film aber.
Josefina Sartora von Cineismo konnte dem Film wenig abgewinnen und stellte lapidar fest, The Acid House sei nicht Trainspotting, dessen Ruhm dem Film vorauseile, da beide einen gemeinsamen Ursprung, nämlich den Autor Irvine Welsh, haben. Das Triptychon sei ein langes Wehklagen über den Zustand der schottischen Arbeiterklasse, in der der Einzelne keinen Ausweg sehe, weder die Arbeit betreffend, noch in der Liebe, noch in seiner Identitätsfindung, auch nicht in der Vaterrolle und noch nicht einmal im Fußball, der größten aller seiner Leidenschaften, mit der der Film beginne und auch ende. Guigan habe seinen Debütfilm ohne Subtilität gedreht, was die typisch bizarre und prätentiöse Kamera schon vorgebe.
Derek Winnert meinte, dies seien weitere verworrene Geschichten aus der schottischen Stadt Leith, ein surreales Triptychon. Zwar sei es schwer vorstellbar, aber es gehe hier noch extremer zu als in Trainspotting, wodurch ein mulmiges Gefühl aufkomme und man sich an den Kopf schlagen möchte. Es sei aber ein bemerkenswert ehrgeiziger Film, fantasievoll von McGuigan gemacht worden, auch wenn man diese Geschichten von Missbrauch, Drogen, gespaltenen Persönlichkeiten und Insektenleben nicht zweimal durchstehen möchte.
Thomas Waitz rezensierte den Film für Schnitt und stellte fest, dass der Film „den Rahmen eines sozial engagierten New British Cinema spreng[e], das natürlich allemal, und anders als Ken Loach oder Mike Leigh geh[e] es Paul McGuigan in seinem Spielfilmdebüt auch nicht darum, Veränderungsmöglichkeiten anzudeuten: Die Dinge [seien] einfach so, wie sie [seien], und größtenteils [seien] sie beschissen.“ […] Das „wesentliche Problem“ des Films sei es, „drei Kurzgeschichten zu einer Spielfilmhandlung zu verbinden“, was „orignellerweise dadurch gelöst“ werde, dass man es „erst gar nicht versuch[e]“. […] „Richtig ärgerlich hingegen“ sei „die – zugegebenermaßen schwierig zu realisierende – deutsche Synchronisation: Von der direkten und authentischen Sprache Welshs“ sei „nicht viel“ geblieben.

### Auszeichnungen
erhaltene Auszeichnungen
- Internationales Filmfestival von Stockholm 1998
  - FIPRESCI-Preis für Paul McGuigan. Für seine Originalität bei der Präsentation einer krassen schottischen Alltagswelt in einem surrealen, fast hallozigenischen Licht, das dem Autor und seinem abenteuerlichen visuellen Stil entspricht.
- Prix Italia 1998
  - Prix Italia für Paul McGuigan und Irvine Welsh für Granton Star Cause
- Fantasporto 1999:
  - AMC Audience Award für Paul McGuigan
  - Grand Prize of European Fantasy Film in Silber für Paul McGuigan
  - International Fantasy Film Award  für Kevin McKidd sowie für Gary McCormack für The Acid House in der Kategorie „Bester Filmschauspieler“

Nominierungen
- BAFTA Awards 1998
  - BAFTA TV Award Bestes Einzeldrama, Nominierte: David Muir, Alex Usborne, Paul McGuigan, Irvine Welsh für Granton Star Cause
- Internationales Filmfestival von Stockholm 1998
  - Bronzenes Pferd, Nominierter: Paul McGuigan
- Sitges Festival Internacional de Cinema Fantàstic de Catalunya 1999
  - Grand Prize of European Fantasy Film in Gold, Nominierter: Paul McGuigan
- Fantasporto 1999
  - International Fantasy Film Award, Nominierter: Paul McGuigan in der Kategorie „Bester Film“